# مقاطعة لونجفورد
مقاطعة لونجفورد هي إحدى مقاطعات أيرلندا الستة والعشرين.

## أعلام
- جون هولمز
- باول باردن

## روابط إضافية
- الموقع الرسمي لمقاطعة لونجفورد
- مجلس مقاطعة لونجفورد
- Longford Ancestry نسخة محفوظة 20 يونيو 2006 على موقع واي باك مشين.
- Farrells of Longford